# Иршенко, Наталия Сергеевна
Наталия Сергеевна Иршенко (15 июля 1937) — передовик советского сельского хозяйства, оператор машинного доения колхоза имени Горького Глобинского района Полтавской области, полный кавалер ордена Трудовой Славы (1990).   

## Биография
Родилась в 1937 году в селе Шевченки Великокрынского района Харьковской области Украинской ССР в украинской крестьянской семье. Завершила обучение в семилетней школе в селе Глушково и в 1954 году начала свою трудовую деятельность на предприятии "Швейпром" в городе Кременчуг. 
В 1959 году вышла замуж и переехала на постоянное место жительство в село Великие Крынки, ныне Глобинского района Полтавской области. Два года отработала в полеводстве, потом перешла трудиться на ферму оператором машинного доения колхоза имени Горького. Постоянно добивалась высоких производственных результатов, очень быстро стала передовиком производства. Надои достигали больше 6000 килограмм молока в среднем от каждой закреплённой коровы. Участвовала в выставках достижений народного хозяйства, награждена золотой медалью. В 1973 году за отличную работу представлена к ордену Знак Почёта.  
Указом Президиума Верховного Совета СССР от 24 декабря 1976 года была награждена орденом Трудовой Славы III степени. 
Указом Президиума Верховного Совета СССР от 14 декабря 1984 года была награждена орденом Трудовой Славы II степени. 
"За достижения высоких результатов в производстве, продаже и переработки продукции животноводства и растениеводства на основе применения интенсивных технологий и передовых методов организации труда, большой личный вклад в строительство объектов производственного и социально-культурного назначения" указом Президиума Верховного Совета СССР от 7 июня 1990 года Наталия Сергеевна Иршенко была награждена орденом Трудовой Славы I степени. Стала полным кавалером Ордена Трудовой Славы.
До выхода на заслуженный отдых отработала оператором машинного доения 32 года.
Проживает в селе Великие Крынки Глобинского района Полтавской области. 

## Награды и звания
- Орден Знак Почёта (09.09.1973);
- Орден Трудовой Славы I степени (07.06.1990);
- Орден Трудовой Славы II степени (14.12.1984);
- Орден Трудовой Славы III степени (24.12.1976);
- медали.